# Exofictions
Pour l’article ayant un titre homophone, voir Exofiction.
Exofictions est la collection grand format d'ouvrages de science-fiction et de fantasy de la maison d'édition Actes Sud. Cette collection a été créée en 2013 et est dirigée par Manuel Tricoteaux. Le roman Silo de Hugh Howey a été la première publication de cette collection,,. Une bonne partie des livres de cette collection est reprise au format poche dans la collection Babel du même éditeur.

## Listes des titres

### Années 2010

#### 2013
1. Silo par Hugh Howey[4],[5]

#### 2014
1. Autobiographie d'une machine ktistèque par Raphael Aloysius Lafferty
2. Ada par Masaki Yamada
3. Silo - Origines par Hugh Howey
4. L'Éveil du Léviathan par James S. A. Corey
5. Silo - Générations par Hugh Howey

#### 2015
1. Le Monde de la fin par Ofir Touché Gafla
2. Lune noire par Kenneth Calhoun
3. La Guerre de Caliban par James S. A. Corey
4. Zombie Nostalgie par Øystein Stene (no)

#### 2016
1. Les Anges radieux par William T. Vollmann
2. La Faim du loup par Stephen Marche (en)
3. Phare 23 par Hugh Howey
4. La Porte d'Abaddon par James S. A. Corey
5. Le Problème à trois corps par Liu Cixin

#### 2017
1. Telluria par Vladimir Sorokine
2. Nous par Ievgueni Zamiatine
3. La Glace et le Sel par José Luis Zárate
4. Playground par Lars Kepler
5. 2312 par Kim Stanley Robinson
6. La Forêt sombre par Liu Cixin
7. Silo - L'Intégrale par Hugh Howey
8. Les Feux de Cibola par James S. A. Corey

#### 2018
1. La Contre-nature des choses par Tony Burgess
2. Éclosion par Ezekiel Boone (en)
3. Le Reich de la Lune par Johanna Sinisalo
4. Les Jeux de Némésis par James S. A. Corey
5. Infestation par Ezekiel Boone (en)
6. La Mort immortelle par Liu Cixin

#### 2019
1. Outresable par Hugh Howey
2. Les Cendres de Babylone par James S. A. Corey
3. Destruction par Ezekiel Boone (en)
4. La Chasseuse de trolls par Stefan Spjut
5. Connerland par Laura Fernández
6. Boule de foudre par Liu Cixin
7. La Guerre après la dernière guerre par Benedek Tótth
8. Le Soulèvement de Persépolis par James S. A. Corey

### Années 2020
| Sommaire : | - Haut - 2020 - 2021 - 2022 - 2023 - 2024 - 2025 |

#### 2020
1. Terre errante par Liu Cixin
2. Les Miracles du bazar Namiya par Keigo Higashino
3. Sandremonde par Jean-Luc Deparis
4. La Rédemption du temps par Baoshu (en)
5. La Guerre du pavot par R. F. Kuang
6. Macha ou le IVème Reich par Jaroslav Melnik
7. Sakhaline par Édouard Verkine
8. Une colonie par Hugh Howey

#### 2021
1. La Colère de Tiamat par James S. A. Corey
2. Trois saisons en enfer par Mohammad Rabie (en)
3. Fungus : Le Roi des Pyrénées par Albert Sánchez Piñol
4. Sauter des gratte-ciel par Julia von Lucadou (de)
5. Le Club Aegolius par Lauren Owen
6. Quality Land par Marc-Uwe Kling
7. Les Aventures du pilote Pirx par Stanisław Lem

#### 2022
1. L'Équateur d'Einstein par Liu Cixin
2. Les Imparfaits par Ewoud Kieft (nl)
3. Cœurs vides par Juli Zeh
4. Gideon la Neuvième par Tamsyn Muir
5. La Chute du Léviathan par James S. A. Corey
6. Le Voyage sur les mers du prince Takaoka par Tatsuhiko Shibusawa
7. Les Migrants du temps par Liu Cixin

#### 2023
1. Quality Land 2.0 : Le Secret de Kiki par Marc-Uwe Kling
2. Crasse rose par Fernanda Trías
3. Harrow la Neuvième par Tamsyn Muir
4. La Légion des souvenirs par James S. A. Corey
5. Outredune par Hugh Howey
6. Organes invisibles par Zaki Beydoun (en)

#### 2024
1. L'Ère de la supernova par Liu Cixin
2. Une enquête par Stanisław Lem
3. Nona la Neuvième par Tamsyn Muir
4. Mondes parallèles, une histoire d'amour par Keigo Higashino
5. Les Esseulées par Victor LaValle
6. Ascension par Martin MacInnes (en)
7. Je ne me lasse pas de vivre par Jaroslav Melnik

#### 2025
1. Des dinosaures et des fourmis par Liu Cixin
2. La Clémence des dieux par James S. A. Corey